# Paul Lazar

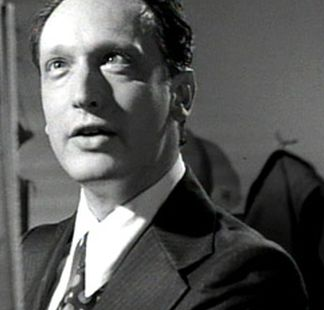
Paul Lazar (1993)

Paul Lazar (* 26. März 1955) ist ein US-amerikanischer Schauspieler und Theaterregisseur. Er ist Mitbegründer des New Yorker Big Dance Theaters.

## Leben
Lazar war zunächst am Theater in New York aktiv. Als Mitglied der Theatergruppe Irondale lernte er 1983 auch seine spätere Frau Annie-B Parson kennen, mit der er gemeinsam an zahlreichen Inszenierungen arbeitete.
Seit 1983 trat er auch in ersten Film- und Fernsehproduktionen auf. Wiederholt arbeitete er mit Regisseur Jonathan Demme zusammen, der ihn in seinen Filmen Die Mafiosi-Braut, Das Schweigen der Lämmer, Philadelphia, Menschenkind, Der Manchurian Kandidat und Rachels Hochzeit besetzte.
1991 gründete Lazar zusammen mit Annie-B Parson und Molly Hickok in Brooklyn das Big Dance Theater. Lazar und Parsons sind Co-Direktoren des Theaters. Lazar führte bei mehreren Inszenierungen Regie und tritt dort regelmäßig als Schauspieler auf. Von 2017 bis 2020 ging Lazar mit dem Solostück Cage Shuffle auf Tour.
Daneben unterrichtet er Drama an der Tisch School of the Arts der New York University. Zuvor hielt er Vorlesungen an der Yale University, der Rutgers University, dem William Esper Studio und dem Michael Howard Studio.
Lazar und Parson haben einen gemeinsamen Sohn und leben in New York City.

## Filmografie (Auswahl)
- 1983: Windhunde (Streamers)
- 1988: Die Mafiosi-Braut (Married to the Mob)
- 1988: Miami Vice (Fernsehserie, 1 Episode)
- 1991: Das Schweigen der Lämmer (The Silence of the Lambs)
- 1991: Women & Men 2: In Love There Are No Rules (Fernsehfilm)
- 1991: Straße zum Glück (29th Street)
- 1992: Lautloser Regen (Rain Without Thunder)
- 1992: Lorenzos Öl (Lorenzo’s Oil)
- 1993: Mörderische Hitze (Taking the Heat, Fernsehfilm)
- 1993: Philadelphia
- 1994: Schneesturm im Paradies (Trapped in Paradise)
- 1994: Sprachlos (Speechless)
- 1995: Buffalo Girls (Fernsehfilm)
- 1995: Der wunderliche Mr. Cox (The Stars Fell on Henrietta)
- 1996: Toe Tags (Fernsehfilm)
- 1997: Arresting Gena
- 1997: Six Ways to Sunday
- 1997: Henry Fool
- 1997: Los Locos
- 1998: Mörderischer Tausch II (The Substitute 2: School's Out, Fernsehfilm)
- 1998: Lulu on the Bridge
- 1998: Menschenkind (Beloved)
- 1998: Vig
- 1999: Suits
- 1999: On the Run
- 1999: Mickey Blue Eyes
- 2000: Third Watch – Einsatz am Limit (Third Watch, Fernsehserie, 1 Episode)
- 2001: No Such Thing
- 2002: Sex and the City (Fernsehserie, 1 Episode)
- 2003: Queens Supreme (Fernsehserie, 1 Episode)
- 2004: 2BPerfectlyHonest
- 2004: Der Manchurian Kandidat (The Manchurian Candidate)
- 2004: From Other Worlds
- 2004: Criminal Intent – Verbrechen im Visier (Law & Order: Criminal Intent, Fernsehserie, 1 Episode)
- 2005: Law & Order: Trial by Jury (Fernsehserie, 1 Episode)
- 2005: Pete & Pete (The Adventures of Pete & Pete, Fernsehserie, 1 Episode)
- 2006: The Host (Gwoemul)
- 2006: Spectropia
- 2007: New York City Serenade
- 2007: Anamorph – Die Kunst zu töten (Anamorph)
- 2007: The Favor
- 2008: Rachels Hochzeit (Rachel Getting Married)
- 2009: Law & Order: Special Victims Unit (Fernsehserie, 1 Episode)
- 2009: How to Seduce Difficult Women
- 2010: Bass Ackwards
- 2011: A Gifted Man (Fernsehserie, 1 Episode)
- 2013: Mom
- 2013: Snowpiercer
- 2014: Anarchie
- 2014: Fugly!
- 2015: Experimenter
- 2016: The Blacklist (Fernsehserie, 1 Episode)
- 2017: Exile
- 2020: Unbreakable Kimmy Schmidt: Kimmy vs. the Reverend (Fernsehfilm)
- 2020: All the Old Bells
- 2021: Lisey's Story (Miniserie, 2 Episoden)
- 2022: New Amsterdam (Fernsehserie, 1 Episode)
- 2023: Sweet Relief
- 2024: William and Fred
- 2024: All the Words on the Page (Kurzfilm)

## Theater (Auswahl)
Schauspieler
- 1997: The Hairy Ape (Selwyn Theatre, New York City)
- 1999: Mud and Drowning (Peter Norton Space, New York City)
- 2004: Svejk (The Duke on 42nd Street, New York City)
- 2005: The False Servant (East 13th Street/CSC Theatre, New York City)
- 2007: Richard III (East 13th Street/CSC Theatre, New York City)
- 2011: Three Sisters (East 13th Street/CSC Theatre, New York City)
- 2017: Samara (Soho Rep Theatre, New York City)
- 2018: Peace for Mary Frances (Pershing Square Signature Center/The Alice Griffin Jewel Box Theatre, New York City)
- 2019: The Crucible (Connelly Theater, New York City)

Regisseur
- 1996: Don Juan Comes Back from the War (East 13th Street/CSC Theatre, New York City)
- 2004: Antigone (East 13th Street/CSC Theatre, New York City)
- 2009: An Oresteia (East 13th Street/CSC Theatre, New York City)
- 2013: We're Gonna Die (Claire Tow Theater, New York City)